# Esomus
Genre
Esomus est un genre de poissons téléostéens de la famille des Cyprinidae et de l'ordre des Cypriniformes. Esomus est un genre comprenant les « barbes volants ». Ils sont étroitement liés au genre Danio et se distinguent par leurs très longs barbillons.

## Liste des espèces
Selon FishBase (28 août 2015):
- Esomus ahli Hora & Mukerji, 1928
- Esomus altus (Blyth, 1860)
- Esomus barbatus (Jerdon, 1849)
- Esomus caudiocellatus Ahl, 1923
- Esomus danricus (Hamilton, 1822)
- Esomus lineatus Ahl, 1923
- Esomus longimanus (Lunel, 1881)
- Esomus malabaricus Day, 1867
- Esomus malayensis Ahl, 1923
- Esomus manipurensis Tilak & Jain, 1990
- Esomus metallicus Ahl, 1923
- Esomus thermoicos (Valenciennes, 1842)

## Galerie

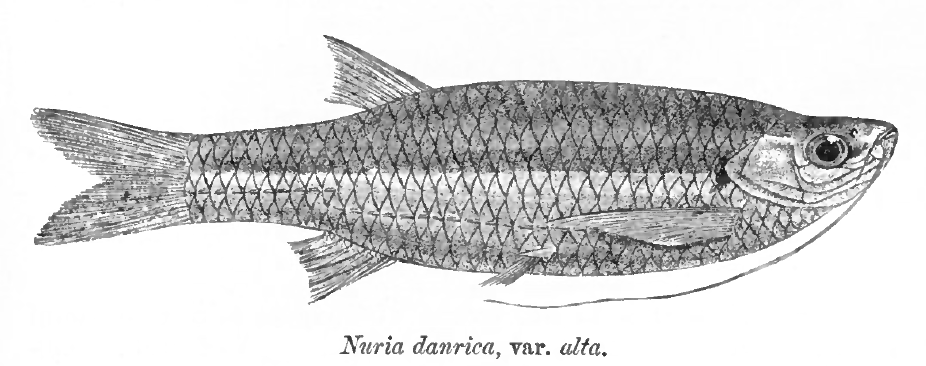
Esomus altus
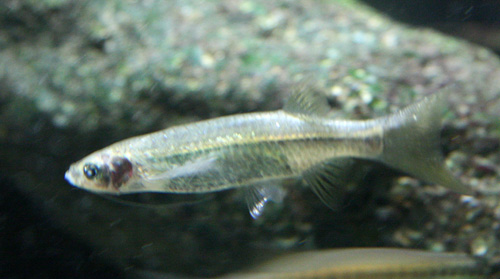
Esomus metallicus